# Johann Christian Bach
Johann Christian Bach (ur. 5 września 1735 w Lipsku, zm. 1 stycznia 1782 w Londynie) – jeden z najbardziej wszechstronnych kompozytorów drugiej połowy XVIII wieku, syn Johanna Sebastiana Bacha. Styl jego muzyki, często określany jako galant, wywodzi się z orkiestrowej muzyki baroku oraz przede wszystkim opery. Miał olbrzymi wpływ na muzykę Wolfganga Amadeusa Mozarta. Cechy szczególne jego muzyki to wdzięczna melodyka, doskonałe wyczucie formy oraz pomysłowość w wykorzystaniu faktury i kolorystyki orkiestrowej. Jego działalność muzyczna z Karlem Friedrichem Ablem miała olbrzymi wpływ na ukształtowanie się publicznych koncertów w Londynie.

## Życiorys

### Niemcy
Był dziesiątym, najmłodszym synem Johanna Sebastiana Bacha i jego drugiej żony, Anny Magdaleny. Niewiele wiadomo o jego młodości. Naukę muzyki rozpoczął prawdopodobnie u kuzyna, Johanna Eliasa Bacha, który żył z rodziną w Lipsku w latach od 1738 do 1743. Najpewniej w ósmym lub dziewiątym roku życia edukacją syna zajął się sam Jan Sebastian. Johann Christian uczył się od ojca gry na instrumentach klawiszowych oraz teorii muzyki. Po śmierci ojca w 1750 roku opuścił rodzinne miasto i zamieszkał u brata, Carla Philippa Emanuela w Berlinie, gdzie kontynuował naukę. Już wtedy był podziwiany jako wyśmienity klawesynista i dobrze zapowiadający się kompozytor.

### Włochy
W wieku 19 lat wyjechał do Włoch. Tam prawdopodobnie studiował u Giovanniego Battisty Martiniego w Bolonii. Wkrótce pozyskał sympatię i mecenat hrabiego Agostino Litta z Mediolanu. Te dwie ważne postacie starały się, by młody kompozytor przede wszystkim poświęcił się muzyce kościelnej. Johann Christian w 1757 roku zmienił wyznanie na rzymskokatolickie. Trzy lata później otrzymał zaszczytne stanowisko organisty katedry mediolańskiej. Zainteresowania syna Jana Sebastiana zmierzały jednak w kierunku muzyki świeckiej. 26 grudnia 1760 roku w Teatro Regio w Turynie miała miejsce premiera jego pierwszej opery, Artaserse. Wkrótce później zaledwie 25-letni kompozytor miał zaszczyt skomponować operę dla teatru w Neapolu, na uroczystości imieninowe króla Hiszpanii Karola III. Catone in Utica odniosła wielki, międzynarodowy sukces. Posypały się zamówienia na kolejne opery, z Neapolu, Wenecji, Londynu.

### Londyn
W 1762 roku Johann Christian wyjechał do Londynu. Dostał zlecenie napisania dwóch oper. Sezon operowy Teatru Królewskiego otwierało pasticcio złożone z fragmentów jego własnych utworów. Opera Orione miała premierę 19 lutego, natomiast Zanaida 7 maja 1763 roku. Oba dzieła odniosły sukces. W odróżnieniu od teatrów dworskich na kontynencie, muzyka w Anglii była nastawiona na zysk, na dochody z biletów. Kompozytorzy nie mogli liczyć na stałą pracę u bogatych mecenasów, musieli co rok walczyć o angaż w teatrze czy przy organizowaniu koncertów symfonicznych.
Pod koniec 1763 roku zmienił się zarząd Teatru Królewskiego. Nowe władze nie były przychylne niemieckiemu kompozytorowi, ale Bach pozostał na Wyspach, mimo że propozycjami kusił teatr w Neapolu. Kompozytor nie ograniczał się tylko do opery. Już wtedy cieszył się sympatią urodzonej w Niemczech królowej Charlotty. Dedykował jej koncerty klawesynowe op. 1. Wkrótce został królewskim nauczycielem muzyki. Uczył samą królową, jak i później jej dzieci gry na klawesynie. Akompaniował królowi Jerzemu III, grającemu na flecie. Organizował królewskie wieczory muzyki kameralnej.
Johann Christian przez pierwszych szereg lat pobytu w Londynie wynajmował mieszkania. Na początku dzielił apartament z zarządzającą Królewskim Teatrem Colombą Mattei. Po jej powrocie do Włoch przeniósł się do kwatery w Soho, którą dzielił ze swoim rodakiem, Carlem Friedrichem Ablem. Muzycy bardzo się zaprzyjaźnili, zorganizowali pierwsze wspólne koncerty w Spring Gardens w 1764 roku. W tym samym roku na roczny pobyt w Londynie przybył ośmioletni Wolfgang Amadeus Mozart. Szybko zaprzyjaźnił się z Johannem Christianem Bachem. Wiadomo, że obaj kompozytorzy przynajmniej raz wspólnie improwizowali. Mozart pisał w listach o niezwykłym uroku osobowości królewskiego mistrza muzyki, jego skromności i łatwości w nawiązywaniu kontaktów. Nie ulega jednak wątpliwości, że Mozart również był pod wrażeniem bachowskich kompozycji.

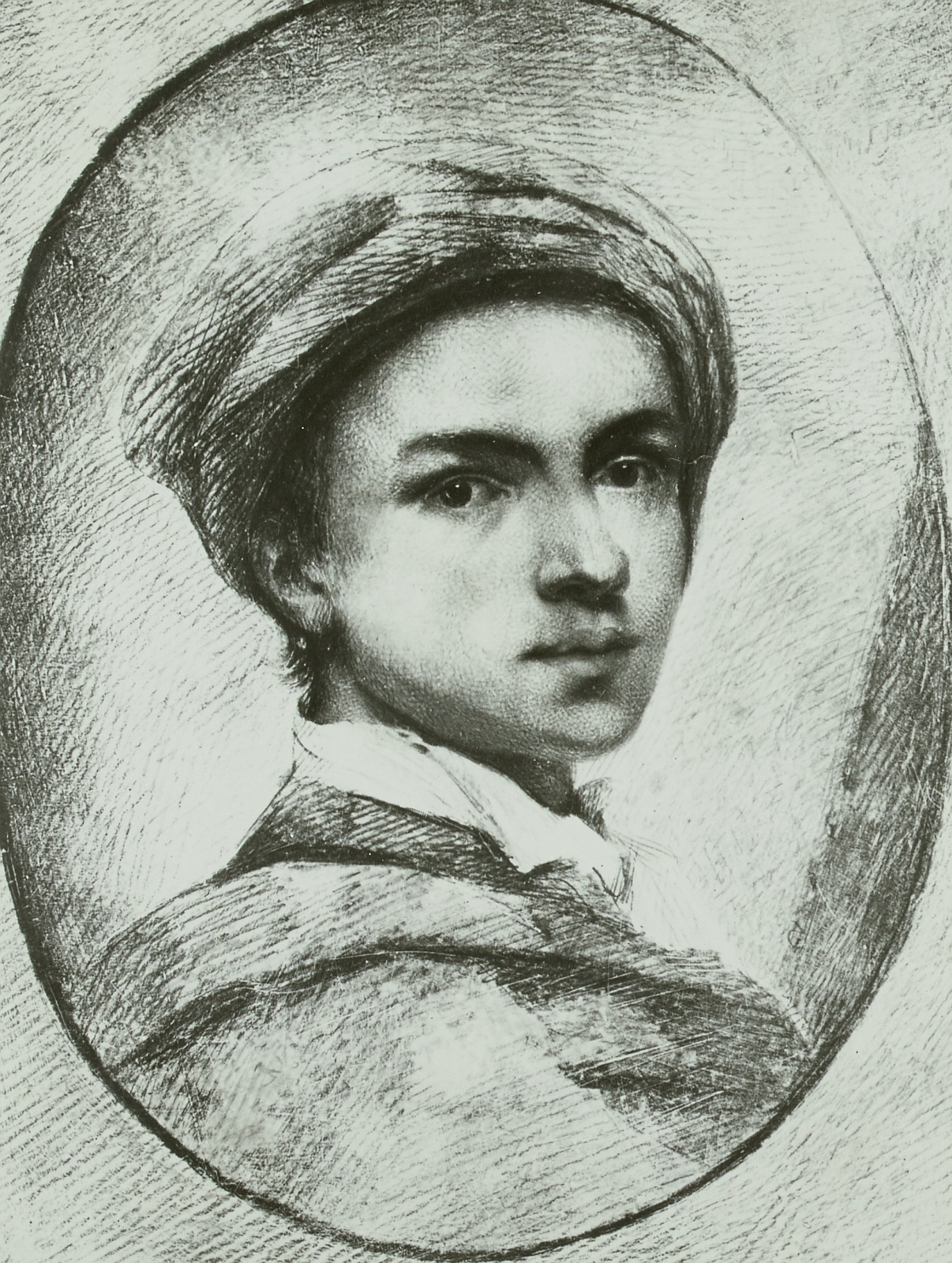
Młody Christian Bach

Po rocznej przerwie, ponownej zmianie zarządu Teatru Królewskiego, Bach wrócił do twórczości operowej. Napisał otwierające sezon pasticcio, a 26 stycznia 1765 roku premierę miała jego opera Adriano in Siria. Była to pierwsza opera Bacha, która nie osiągnęła przychylności publiczności. Muzyka była oceniana wysoko, ale publiczność oczekiwała czegoś bardziej zaskakującego. Ledwie 30-letni kompozytor zaczął uchodzić za zbyt zachowawczego, coraz bardziej niemodnego. W tym roku zaczęły się regularne koncerty abonamentowe Bach-Abel. Początkowo organizowane przez Teresę Cornelys w Carlisle House, Soho Square. W każdym sezonie koncertowym do 1774 roku odbywało się od 10 do 15 koncertów. Również w 1765 roku Johann Christian podjął pierwszą próbę zaistnienia jako kompozytor opery żebraczej na deskach Covent Garden Theatre. Opera balladowa The Maid of the Mill spotkała się z sympatią londyńczyków. Rok później kompozytor wyszedł ze swoją twórczością do jeszcze szerszych mas, komponując pieśni dla śpiewaczki Elizabeth Billington do wykonywania w ogrodach Vauxhall. Również później Bach nie stronił od komponowania muzyki uchodzącej za prostszą, czy nawet plebejską. Kolejna jego opera dla Teatru Królewskiego, Carattaco z 1767 roku, wykazuje bardzo dojrzały styl. Nie odniosła jednak takiego sukcesu, jak jego wczesne dzieła teatralne.
W 1768 roku Bach podczas jednego z koncertów grał „solo na piano forte”, używając instrumentu Johannesa Zumpego. Był to pierwszy przypadek solowego użycia fortepianu podczas koncertu w Londynie. Dwa lata wcześniej Bach opublikował Sonaty op. 5 „pour le clavecin au le piano forte”.
Warto zauważyć, że Johann Christian był bardzo lubianą osobą w Londynie. Pomagał uzdolnionym muzykom zaistnieć przed publicznością. Z listów i pamiętników wiadomo, że był niezwykle sympatyczny, o dobrym sercu, zawsze chętnym do pomocy. Był również w dziedzinie muzyki instrumentalnej otwarty na nowości, nowe barwy dźwiękowe, nowe sposoby kształtowania formy. Powszechnie uważa się dziś, że jego najbardziej wartościowe dzieła to muzyka symfoniczna, koncertowa oraz szczególnie kameralna (Kwintety op. 11 na flet, obój, skrzypce, altówkę i continuo).
W 1770 roku Bach wraz z Pietro Alessandro Guglielmim zaangażował się w londyńską premierę Orfeo ed Euridice Glucka. Reformatorska opera Christopha Willibalda została jednak poddana aranżacji na gust angielski, przez co zdaniem krytyków zupełnie straciła nowatorskie cechy. Aranżacja przyniosła jednak spory sukces. W tym samym 1770 roku Johann Christian, podobnie jak przed laty Händel, odnosząc coraz mniejsze sukcesy na polu dzieł operowych, spróbował swoich sił w oratorium. W każdy czwartek wielkiego postu oraz w czwartek tygodnia wielkanocnego – konkurując z podobnymi środowymi i piątkowymi koncertami w Theatre Royal przy Drury Lane i w Covent Garden – organizował w King’s Theatre koncerty oratoryjne. Została zaprezentowana m.in. Pasja Jommellego, Stabat Mater Pergolesiego oraz – oratorium Johanna Christiana Bacha Gioas, re di Giuda. Przedsięwzięcie okazało się finansowym fiaskiem, a kompozytor doznał upokorzenia, kiedy królowa kazała mu między aktami dać koncert organowy, który w dodatku został wyszydzony jako zbyt daleko odbiegający od haendlowskiej tradycji.

### Mannheim
Johann Christian dostał propozycję napisania opery z okazji obchodów imienin księcia Karola Teodora w ważnym centrum muzyki klasycystycznej, Mannheimie. Premiera Temistoklesa odbyła się 4 lub 5 listopada 1772 roku przed dystyngowaną publicznością i z udziałem najlepszych dostępnych wykonawców. Opera odniosła sukces. Rok później Bach napisał jeszcze operę Lucio Silla, która również została ciepło przyjęta.
Pomiędzy wizytami w Mannheim, Johann Christian pracował nadal jako nadworny muzyk królowej, podróżował po zachodniej Anglii dając koncerty m.in. w Blandford czy podczas Salisbury Musical Festival, a także kontynuował cykl koncertów Bach-Abel w Londynie. W tym też czasie zawarł związek małżeński z wieloletnią partnerką, włoską śpiewaczką operową Cecilią Grassi. Najpewniej chciał się ustatkować, zamieszkać z żoną we własnym apartamencie. Również ciągłe zmiany miejsc abonamentowych koncertów symfonicznych z jednej kamienicy czynszowej do innej zaczęły męczyć muzyków.
W 1774 roku, wespół z Ablem i Giovannim Andreą Gallinim nabył nieruchomość na rogu Hanover Street i Hanover Square. Miejsce to miało stać się później widownią wielu ważnych wydarzeń muzycznych. 11 marca 1791 roku na salonach przy Hanover Square miał miejsce pierwszy publiczny koncert Josepha Haydna w Wielkiej Brytanii. Koncertowali tam później m.in. Ferenc Liszt, Anton Rubinstein, Felix Mendelssohn-Bartholdy, Joseph Joachim. Należność za nieruchomość mieli spłacać Abel i Bach w ratach z dochodów uzyskiwanych z koncertów organizowanych od 1775 roku w nowym miejscu. Wpływy z biletów zaczęły jednak szybko spadać, do czego przyczyniła się prężnie rozwijająca się, dająca modne koncerty konkurencja, m.in. w londyńskim Panteonie przy Oxford Street. Nabycie nieruchomości przerosło Bacha, zaczął szybko popadać w problemy finansowe. Przy Hanover Square kompozytor zaprezentował między innymi kantaty Cefalo e Procri (1776) czy Rinaldo ed Armida (1778). Wrócił też do opery, gdzie wznowiona została opera Orione. 4 kwietnia 1778 premierę miała nowa opera La clemenza di Scipione. Gwiazda sławy Bacha jednak wyraźnie bledła.
Rok później na zaproszenie Academie Royale de Musique w Paryżu Johann Christian wystawił, w obecności m.in. Marii Antoniny, nową operę w języku francuskim, Amadis de Gaule. Premiera przypadła na sam szczyt sporu gluckinistów z piccinistami, gdzie muzyka Bacha została uznana za nijaką, nieopowiadającą się po żadnej z dwóch stron. Innym stawianym zarzutem była nieudana rewizja libretta Quinaulta z 1684 roku. Bach uznał podróż do Francji za klęskę.
Po powrocie do Londynu nigdy już nie komponował oper. Poświęcił się muzyce symfonicznej i kameralnej, chociaż wpływy z biletów były coraz mniejsze. Jego twórczość powoli uchodziła za niemodną, ale wciąż był znany jako doskonały kompozytor i szanowano jego zdanie. Wkrótce jego sytuacja finansowa drastycznie się pogorszyła, kiedy na skutek plotki, według której Bach miał sprzedawać dom w Richmond, kredytodawcy zażądali uregulowania długów. Okazało się dodatkowo, że tamtejszy gospodarz Bacha manipulował rachunkami i uciekł z niebagatelną kwotą 1000 funtów szterlingów. Johann Christian podupadł na zdrowiu. Zmarł 1 stycznia 1782 roku, pogrzeb odbył się 6 stycznia w St. Pancras. Jego długi, sięgające 4000 funtów szterlingów, nigdy nie zostały w pełni spłacone. Ani bilety z koncertów symfonicznych przy Hanover Square, ani prowizja z wznowionych oper Bacha w Teatrze Królewskim nie pozwoliły Cecilii Bach uregulować długów. Dopiero pomoc królowej w spłaceniu najbardziej pilnych opłat umożliwiła jej wyjazd z kraju.

## Twórczość
Twórczość Johanna Christiana Bacha dzieli się na:
1. muzykę kościelną i oratoryjną, z której większość powstała w młodości kompozytora.
2. muzykę operową, w której Bach był raczej konserwatywny, trzymając się późnobarokowych wzorców włoskich.
3. muzykę orkiestrową, symfoniczną, w której daje się zauważyć wczesnoklasycystyczne poszukiwanie formy, gdzie różnice między uwerturą w stylu włoskim a symfonią są jeszcze umowne, i w której to Bach wykazał się daleko idącą pomysłowością.
4. muzykę klawiszową i kameralną, uważaną za najbardziej wartościową w jego dorobku artystycznym, gdzie – podobnie jak w przypadku muzyki symfonicznej – Bach eksperymentuje z formą, przyczyniając się do ukształtowania klasycznej symfonicznej i koncertowej formy sonatowej.

## Portrety
Znane są dwa wizerunki kompozytora, często mylnie uważane za jedno w lustrzanym odbiciu. Oba portrety sporządził przyjaciel kompozytora, Thomas Gainsborough. Pierwszy, na którym Johann Christian zwrócony jest w prawą stronę, został ukończony w maju 1776 roku. O portret poprosił Bacha mistrz i przyjaciel, Giovanni Battista Martini. Portret dotarł do Bolonii pod opieką kastrata Francesco Roncaglia dopiero dwa lata później. Druga praca została wykonana prawdopodobnie krótko później na prośbę hrabiego Hillingdonu. Dziś wystawiona jest w National Portrait Gallery w Londynie.

## Nuty
- Johann Christian Bach – twórczość tego autora dostępna w bibliotece cyfrowej International Music Score Library Project